# Дом по улице Богдана Хмельницкого, 12/14 (Киев)
Дом по улице Богдана Хмельницкого, 12/14 — жилой дом, памятник архитектуры и истории в городе Киеве. Расположен в Шевченковском районе, на улице Богдана Хмельницкого. Возведён в 1884 году как доходный дом, по проекту архитектора Владимира Николаева. Имеет охранный статус памятника архитектуры местного значения № 635-КВ (Приказ Министерства культуры и туризма Украины от 15.09.2010 № 706/0/16-10).

## История
Участок, на котором расположен дом, в конце XIX века принадлежал жене купца 1-й гильдии М. Вольфсон. В 1884 году по её заказу архитектор Владимир Николаев возвёл на этом участке трёхэтажный доходный дом. В 1888 году часть участка с доходным домом и рядом дворовых деревянных сооружений приобрёл подполковник Е. Коченовский, после смерти которого дом унаследовала его сестра А. Кудашева. В 1909 году она передала дом своему мужу В. Кудашеву, который в 1910 году инициировал надстройку двух этажей.
В правом крыле дома (№12) в 1901 году размещалась редакция ежемесячного журнала «Шашки», в 1910-х годах — правление Киевского общества правильной охоты и Клуба охотников, оба союза возглавлял Константин Леплинский, в левом крыле (№14) в 1900-х годах действовали Коммерческое училище М. Хорошиловой, где преподавал историк Владимир Щербина, и Вечерние общеобразовательные женские курсы, на которых одним из преподавателей был зоолог Владимир Артоболевский, а инспектором — Варвара Булгакова, мать писателя Михаила Булгакова.
До 1922 года дом использовался как доходный, первый этаж занимали магазины, парикмахерская и склады городской станции Юго-Западной железной дороги, другие этажи были жилыми, на них располагались квартиры на 4, 5 и 8 комнат, в подвальном помещении действовала бильярдная. Ежегодно дом приносил 52 420 рублей прибыли. Когда в Киеве установили советскую власть, дом был национализирован и подчинён Политотделу Управления коммунальными домами. В 1920-х годах в левом крыле располагался филиал издательства «Наркомздрав».
В 1960—2007 годах в доме располагался известный среди киевлян кондитерский магазин «Українські ласощі».

### XXI век
В 2004 году дом признали аварийным, жителей отселили. В этом же году КГГА выдала распоряжение о передаче дома в собственность ТОВ «Геоинвест», которое должно было осуществить его реконструкцию. Это распоряжение было выдано «задним числом», ведь Шевченковская районная администрация заключила соответствующее соглашение с ТОВ «Геоинвест» ещё в 2003 году, без согласования с КГГА. Основателем данной фирмы была Ирина Бойко, жена депутата Верховной Рады Украины от партии «За единую Украину!» и (на то время) заместителя председателя Комитета Верховной Рады Украины по вопросам экологической политики Виктора Бойко. Позже часть помещений «Геоинвест» продал фирмам «Геомедсервис», «БТБ Сорго», «Фонд исследований и развития» и «Ранокио Лимитед». Основателем фирмы «Геомедсервис» в 2008—2009 годах был сам Виктор Бойко, другие предприятия также были связаны либо с членами семьи Бойко, либо с их ближайшим окружением.
Летом 2013 года было создано ОСББ «Богдана Хмельницкого, 12-14», одним из основателей которого также стала Ирина Бойко, ей также принадлежал ресторан на первом этаже дома.
В том же 2013 году заместитель прокурора города Киева подал судебный иск в Хозяйственный суд Киева о признании недействительным передаче дома по улице Богдана Хмельницкого, 12-14 в частную собственность. Суд отклонил иск из-за пропуска исковой давности, и, хотя и признал незаконным факт выбытия дома из коммунальной собственности, узаконил продажу квартир в доме новым собственникам.
В 2014 году часть квартир заняли вынужденные переселенцы с Востока Украины.
В мае 2015 года ОСББ «Богдана Хмельницкого, 12-14» взяло на баланс дом, юрист ОСББ Людмила Шурпо заявила о том, что, «совладельцы принимают необходимые меры для восстановления дома». По данным журналистского расследования Людмила Шурпо была директором ТОВ «ВКФ „Укрспецприлад“», основателем которого была фирма «Геомедсервис», принадлежавшая Виктору Бойко. С момента отселения жителей в 2004 году и до 2015 года ремонтные работы в доме не проводились.
В 2015 году в доме начали проводить ремонтные работы, заказчиком которых стало ТОВ «Фонд исследования и развития». В рамках этих работ сносились межквартирные стены и перекрытия, что позже привело к трагедии. 25 февраля 2016 года в доме обвалились все межэтажные перекрытия с 1-го по 5-й этаж. Под завалами оказалось 8 строителей, шестерых из них удалось спасти, двое погибли. Государственная архитектурно-строительная инспекция заявила, что строительные работы в доме на улице Хмельницкого 12-14 были незаконными, разрешения на них не выдавалось. Прокуратура Киева открыла уголовное производство. Через год, в феврале 2017 года прокуратура объявила о подозрении прораба строительства, который «при отсутствии проектно-сметной и разрешительной документации, давал другим работникам незаконные указания исполнять работы по разрушению и демонтажу межкомнатных перегородок в доме, который является объектом культурного наследия». Позже фирму-заказчика работ оштрафовали на 180 тысяч гривен за проведение самовольных строительных работ, но к уголовной ответственности не привлекли.
Авария в доме-памятнике архитектуры получила огласку. Журналистское расследование выявило, что в 2005 году Градостроительный совет рассматривал проект по перестройке старого дома в 20-этажный жилой-коммерческий комплекс с элитными квартирами, офисными и торговыми помещениями, спортивно-оздоровительным центром и паркингом. Этот проект, автором которого была архитектор Елена Олейник, предусматривал почти полный снос дома и сохранение только его фасада с встраиванием его в новое современное здание, общая площадь которого составляла бы около 20 тыс. м².
Вечером 20 января 2018 года в доме случился пожар, загорелись 5-й, 6-й этажи и крыша, в 23:28 отряды ДСНС ликвидировали пожар. Во время пожара никто не пострадал. Полиция открыла уголовное производство по ч.2 ст. 194 (умышленное уничтожение или повреждение имущества) ККУ. Министерство культуры Украины выразило глубокую обеспокоенность фактом пожара в доме-памятнике архитектуры и призвало городские власти провести обследование всех памятников на территории Киева и принять надлежащие меры для их сохранения, в том числе, привлечь к ответственности текущих владельцев дома по улице Богдана Хмельницкого, 12-14, и подать судебный иск о возврате памятника в собственность города.
23 июня того же, 2018 года дом горел вновь: около 10-го часа утра загорелась крыша, отряды ДСНС в течение часа ликвидировали пожар, пострадавших не было.

## Описание
В своём первичном виде дом № 12-14 был трёхэтажным, Г-образным в плане, причём старейшая часть дома — это современная левая половина дома, то есть фактический № 14. Позже дом перестраивали, достроив два этажа, и он обрёл современный П-образный вид. Дом расположен на красной линии улицы, имеет пять этажей и подвальное помещение, состоит из прямоугольного основного объёма и двух симметричных дворовых крыльев. Основания бутовые ленточные. Перекрытия плоские на деревянных балках, над подвалами — кирпичные своды. Крыша на деревянных стропилах над основным объёмом двускатная, над крыльями односкатная, кровля жестяная. Внутренние помещение распланированы симметрично относительно центральной поперечной оси: в центральном ризалите дворового фасада расположены центральные каменные лестницы, в боковых частях основного объёма здания симметрично расположены двумаршевые каменные лестницы с шахтами лифтов, ведущие к двум главным входам. Также идентичные лестницы, но без лифтов, содержатся в торцах боковых ризалитов дворовых крыльев и ведут во двор. Расположение квартир в доме планировалось по коридорному типу, в основном объёме помещения расположены по обе стороны общего коридора, причём парадные комнаты выходили окнами на улицу, в боковых крыльях — лишь с одной стороны.
Лицевой фасад имеет центрально-осевую планировки, симметричность которой несколько нарушают ворота проезда в левой части фасада и боковой пристенок, акцентированный высоким уступчатым аттиком на фоне четырёхскатного коронарного шатра. Центральную ось подчёркивает ризалит, завершённый верхним полуциркульным окном и высоким полукруглым аттиком. Главные входы расположены в боковых осях фасада и увенчаны лучковыми фронтонами. Архитектурно лицевой фасад выполнен в формах неоренессанса. Первый этаж имеет большие витрины, этажи с второго по пятый — по семь окон с каждой стороны от центральной оси и большие окна на центральном ризалите. Оконные проёмы со второго по четвёртый этаж прямоугольные, увенчаны сандриками разной формы (треугольными — на втором, горизонтальными — на третьем и лучковыми — на четвёртом этажах), которые поддерживаются кронштейнами. Оконные проёмы последнего, пятого этажа имеют полуциркульные перемычки, архивольты и рельефные замковые камни, промежутки между окнами этого этажа содержат слепые люкарны. Лицевой фасад завершён фризом, украшенным парами лепных кронштейнов, и значительно вынесенным профилированным карнизом. Ажурное металлическое ограждение крыши (сохранилось лишь в левой части фасаду) имеет ритмичный ряд высоких столбиков, орнамент ограждения крыши, подобный ажурному ограждению балконов. Чёткий ритм окон и балконных дверей подчёркивается рустованием стены, подоконными полочками, филенками и другими декоративными деталями.
Дворовый фасад дома спланирован соответственно лицевому с соблюдением центрально-осевой схемы, где центральную ось акцентирует ризалит с лестничной клеткой. Окна дворового фасада увенчаны П-образными сандриками.

## Известные жильцы
- квартира № 1: в ней в 1944—1989 годах жил Глеб Павлович Таранов, украинский композитор и педагог музыки, профессор, доктор искусствоведения, Заслуженный деятель искусств УССР[4].
- квартира № 7 (восьмикомнатная, на 4-м этаже): в 1915—1920 годах здесь проживал Юлий Николаевич Вагнер, учёный-зоолог, педагог и государственный деятель[4].

## Галерея

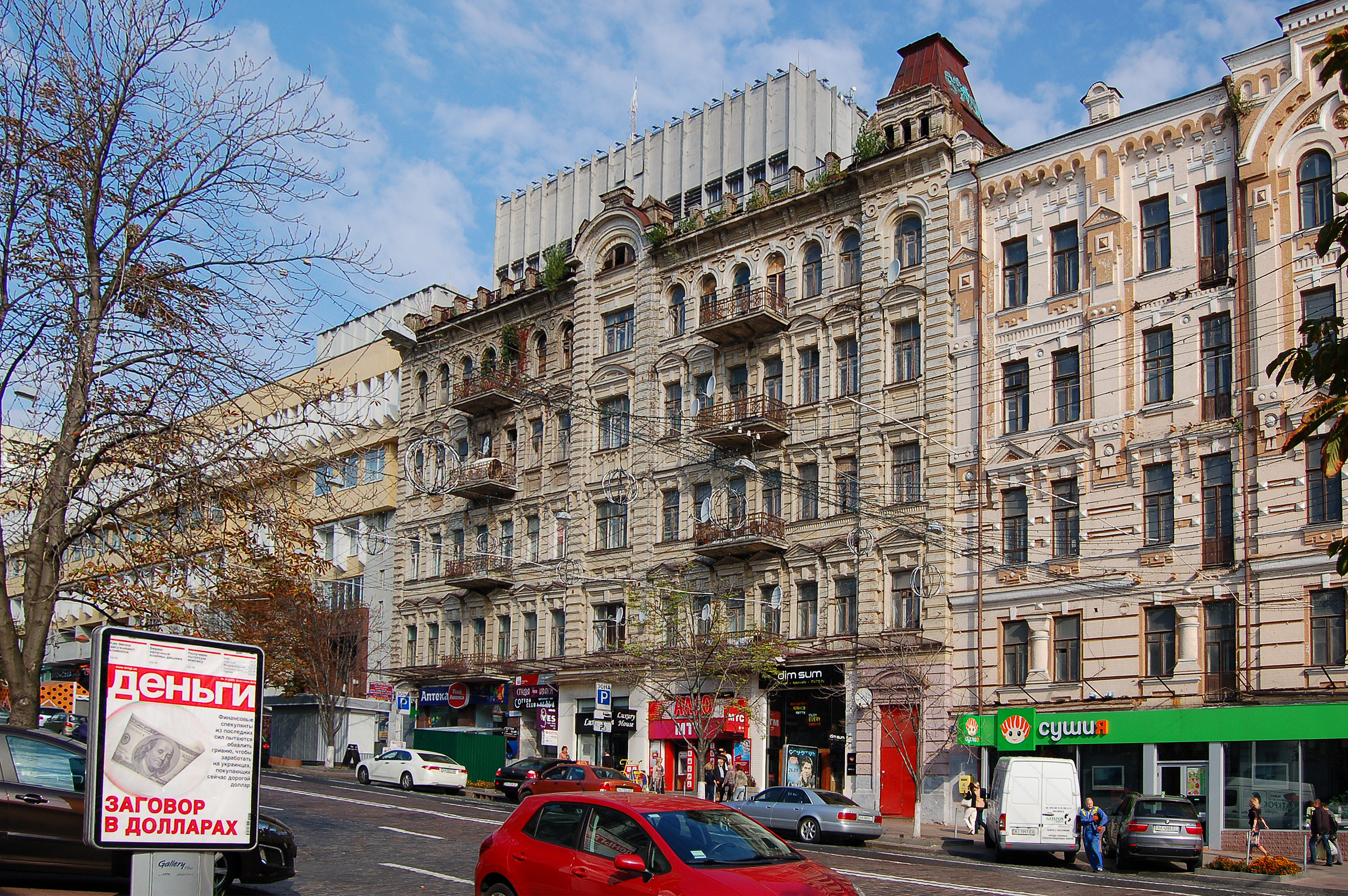
Дом в сентябре 2012 года
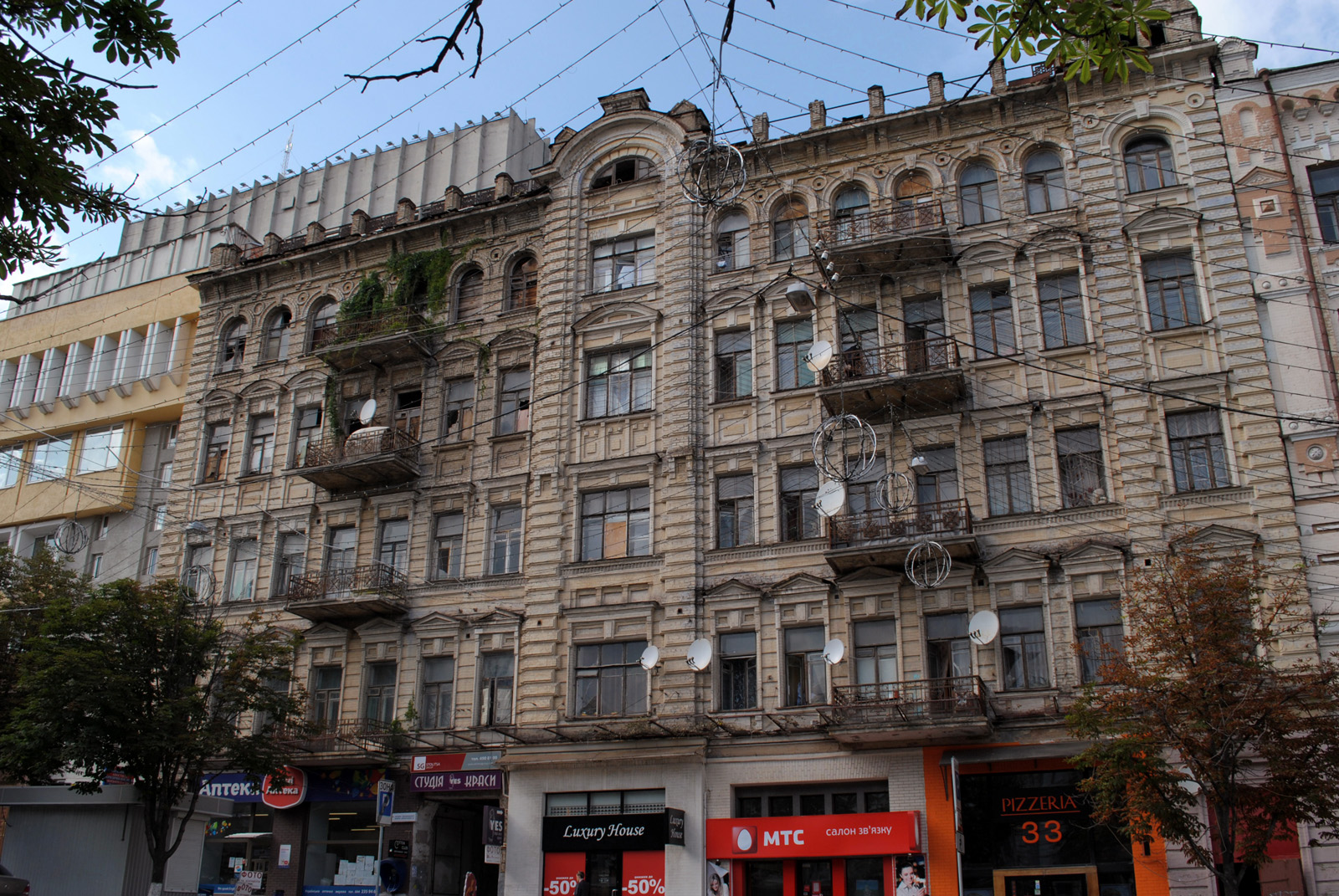
Дом в июне 2013 года
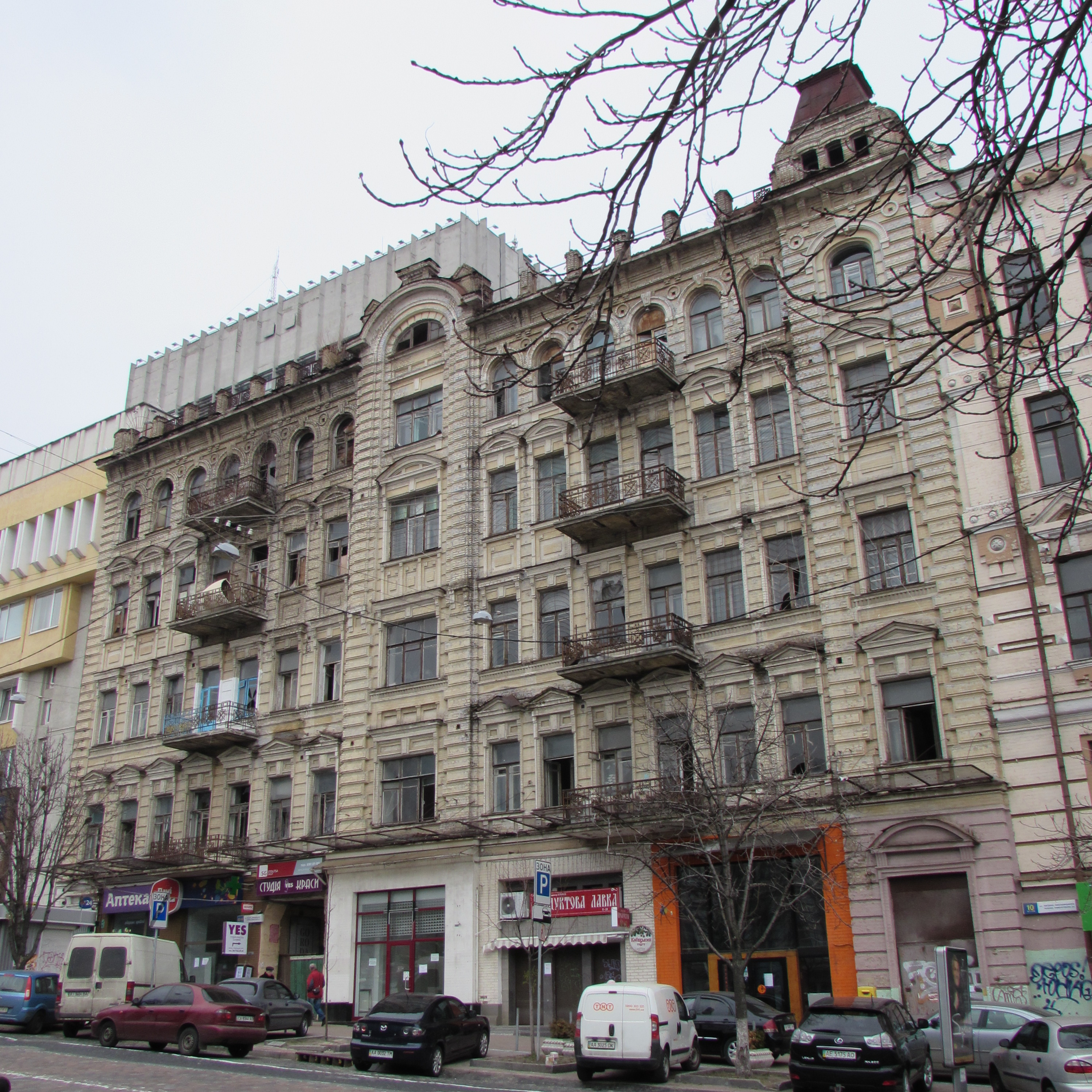
Дом в марте 2016 года
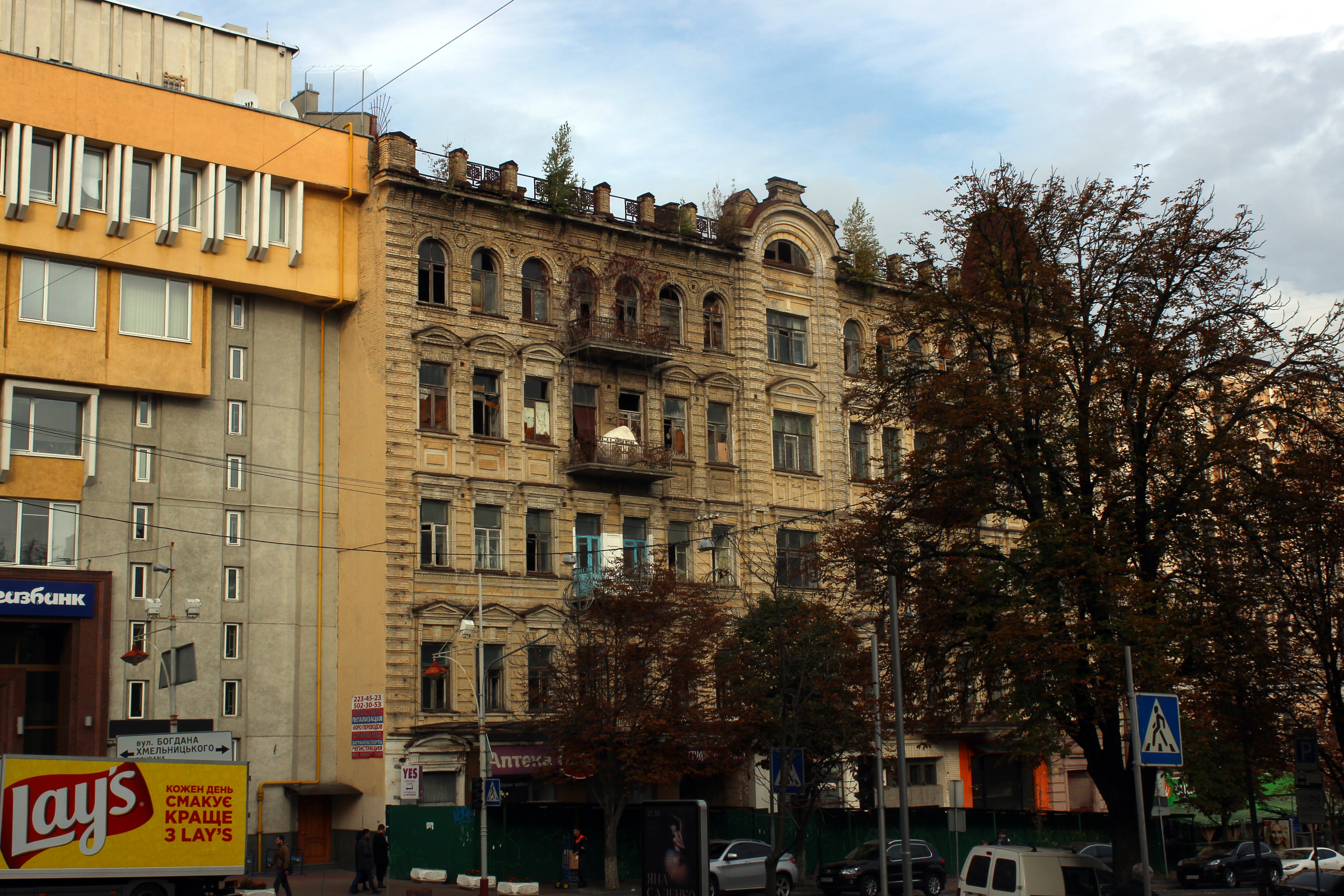
Дом в октябре 2017 года
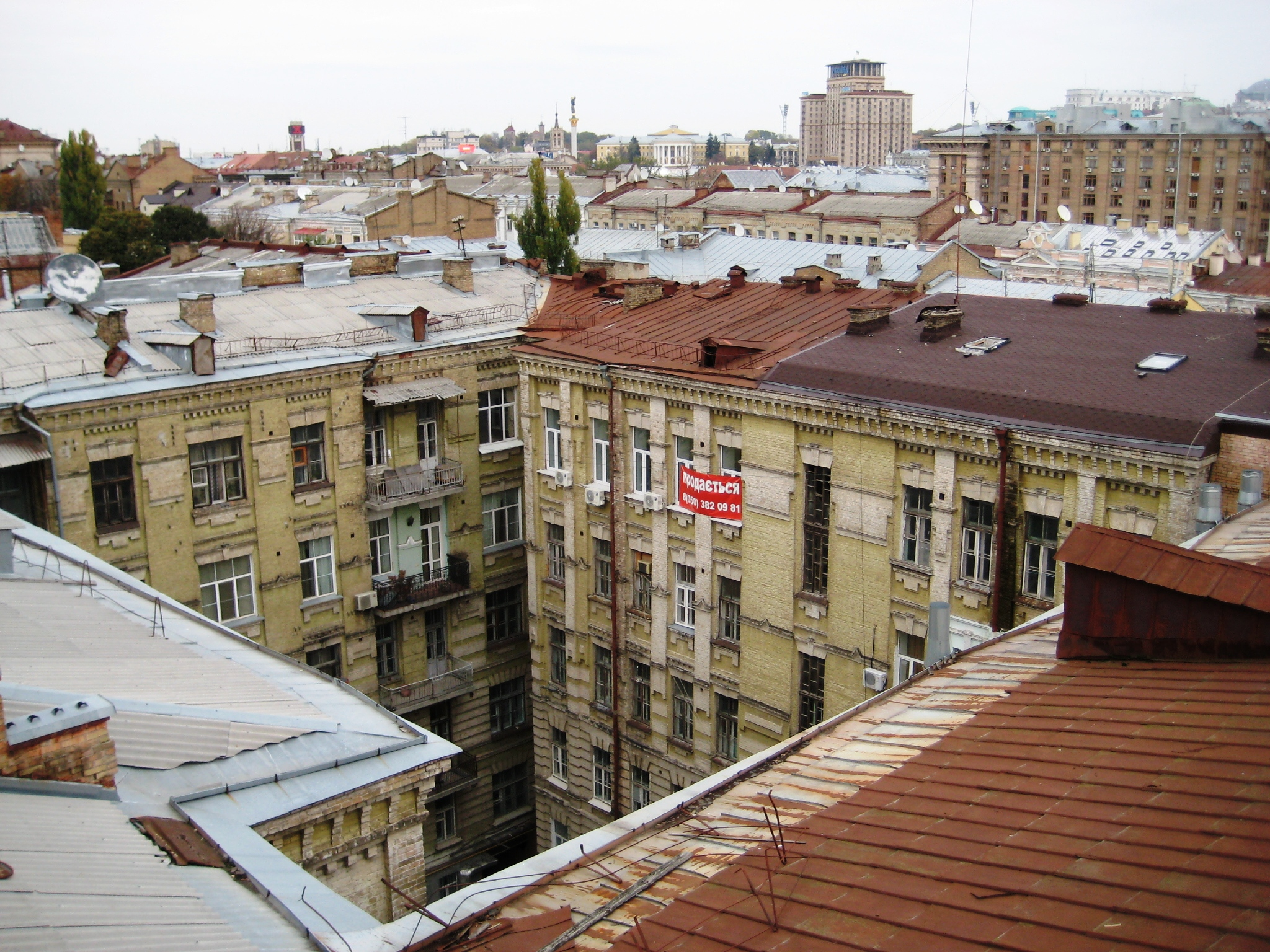
Дворовый фасад
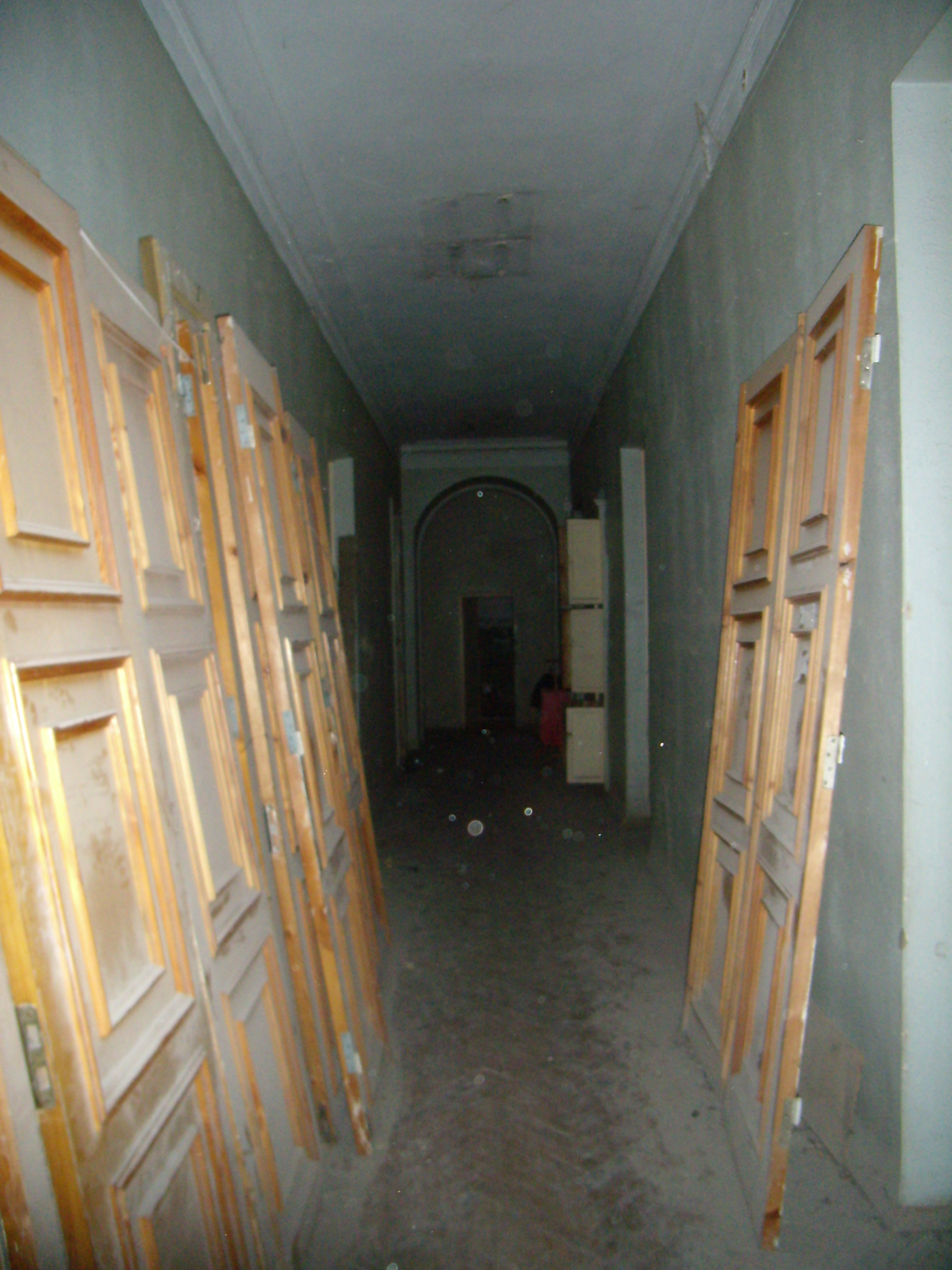
Коридор дома, октябрь 2008 года